# Thomas Gibson Sloane
Thomas Gibson Sloane (St Kilda (Victoria), 20 april 1858 - Young (New South Wales), 20 oktober 1932) was een Australische entomoloog.
Sloane werd geboren in St Kilda, een voorstad van Melbourne. Hij werkte op het bedrijf van zijn vader, die schapenhouder was. Dit bedrijf nam Thomas later, in 1910, over van zijn vader.
Als entomoloog heeft Sloane meer dan 600 nieuwe insectensoorten beschreven. Hij was voornamelijk geïnteresseerd in kevers (coleoptera). Hij was gespecialiseerd in zandloopkevers en werd later een wereldwijde autoriteit op het gebied van de loopkevers. Sloane overleed op 20 oktober 1932 in het Bunnerong hospital in Young (New South Wales). Zijn vrouw erfde al zijn bezittingen en schonk zijn uitgebreide kevercollectie, nu bekend als de Thomas Sloane Collection aan de Division of Economic Entomology of the Council for Scientific and Industrial Research.